# Ніби ми злодії
«Ніби ми злодії» — дебютний роман американської письменниці М. Л. Ріо, вперше опублікований у 2017 році видавництвом Flatiron Books. Сюжет обертається навколо таємничого вбивства в театральній академії.  Готується екранізація роману. 

## Сюжет
Олівер Маркс відсидів 10 років за ґратами за вбивство одного зі своїх найліпших друзів, якого він, дуже може бути, і не скоював. Він виходить із в'язниці і зустрічається з детективом Колборном, з подачі якого Олівер і опинився у тюрмі. Підозрюючи, що офіційна версія подій є неправдивою, Колборн оголошує, що йде на пенсію та просить Олівера розповісти правду. Олівер погоджується, але просить Колборна не робити нічого, що б він йому не розповів.

## Персонажі
- Олівер Маркс, головний герой, вважає себе найменш талановитим членом акторської трупи. Він є середньою дитиною в сім’ї, де батько категорично проти його прагнення стати актором. Виконує роль Вірного Помічника.

- Річард Стерлінг, талановитий актор, який також приховує свою жорстоку та темну сторону. Актор у другому поколінні. Виконує роль Тирана.

- Джеймс Ферроу, найкращий друг Олівера, син професора літератури та його значно молодшої студентки. Виконує роль Героя.

- Мередіт Дарденн, надзвичайно красива рудоволоса дівчина, яка походить із заможної родини годинникарів; дівчина Річарда. Виконує роль Спокусниці.

- Александр Васс, колишній вихованець прийомної сім’ї, гей наполовину латиноамериканського походження, який бореться із залежністю від наркотиків. Виконує роль Лиходія.

- Рен Стерлінг, кузина Річарда, акторка у другому поколінні. Виконує роль Наївної Дівчини.

- Філіппа Коста, єдина актриса у трупі, яка залишилася близькою до Олівера після того, як він потрапив до в’язниці. Після випуску працює у консерваторії. Виконує роль Хамелеона.

- Детектив Джозеф Колборн, провідний слідчий, який відправив Олівера до в’язниці.

- Фредерік Тісдейл, один із двох основних викладачів четвертокурсників-акторів у Деллечері. Доброзичливий і літній чоловік, який вважає Джеймса своїм улюбленим студентом.

- Ґвендолін Освальд, одна з двох основних викладачів четвертокурсників-акторів у Деллечері. Строга жінка, яка вважає Річарда своїм улюбленим студентом.

- Каміло Варела, хореограф бойових сцен, персональний тренер і викладач руху головних героїв. Його описують як молодого чилійця із темною бородою та золотим сережкою.

## Рецензії
Роман викликав неоднозначні відгуки. The New York Times назвала його «одночасно хорошим і поганим».  Kirkus Reviews назвав його «мелодраматичним, напруженим дебютним романом».  На Goodreads він має середню оцінку 4,2 зірки з п’яти.  Багато читачів, у тому числі Синтія д'Апрікс Суїні, письменниця <i id="mwTw">«Гнізда»</i>, порівнювали цей роман із «Таємною історією » Донни Тартт.

## Телевізійна адаптація
У вересні 2022 року було оголошено, що продюсер серіалу «Сексуальна освіта» займається розробкою серіалу «Ніби ми злодії» спільно з канадською продюсерською компанією Blink49 Studios. 
1. ‘If We Were Villains’: Blink49 Studios And ‘Sex Education’ Producer Eleven Team To Adapt M.L. Rio’s Thriller As Series. 27 вересня 2022. Процитовано 28 вересня 2022.
2. Finch, Charles. Summer Thrillers: Daring Escapes and Other Acts of Derring-Do. Процитовано 27 грудня 2018.
3. IF WE WERE VILLAINS. Процитовано 27 грудня 2018.
4. If We Were Villains. www.goodreads.com. Процитовано 30 травня 2019.
5. ‘If We Were Villains’: Blink49 Studios And ‘Sex Education’ Producer Eleven Team To Adapt M.L. Rio’s Thriller As Series. 27 вересня 2022. Процитовано 28 вересня 2022.